# Bulbostylis densa
Bulbostylis densa là một loài thực vật có hoa trong họ Cói. Loài này được (Wall.) Hand.-Mazz. mô tả khoa học đầu tiên năm 1930.